# Сахарна-Ноуе
Сахарна-Ноуе (рум. Saharna Nouă) — село у Резинському районі Молдови. Адміністративний центр однойменної комуни, до складу якої також входять села Бучушка та Сахарна.

## Населення
За даними перепису населення 2004 року у селі проживали 964 особи.
Національний склад населення села:
| Національність   | Кількість осіб | Відсоток   |
| ---------------- | -------------- | ---------- |
| молдавани румуни | 952 1          | 98,8% 0,1% |
| українці         | 7              | 0,7%       |
| росіяни          | 4              | 0,4%       |
| Всього           | 964            | 100%       |